# Трија (Бихор)
Трија (рум. Tria) насеље је у Румунији у округу Бихор у општини Дерна. Oпштина се налази на надморској висини од 163 m.

## Становништво
Према подацима из 2002. године у насељу је живело 358 становника.

### Попис2002.
| Расподела становништва по националности 2002.‍ | Расподела становништва по националности 2002.‍ | Расподела становништва по националности 2002.‍ | Расподела становништва по националности 2002.‍ | Расподела становништва по националности 2002.‍ |
| --------------------------------------------- | --------------------------------------------- | --------------------------------------------- | --------------------------------------------- | --------------------------------------------- |
|                                               |                                               |                                               |                                               |                                               |
| Румуни                                        | Румуни                                        |                                               | 346                                           | 98,0%                                         |
| Мађари                                        | Мађари                                        |                                               | 7                                             | 2,0%                                          |